# 시로스섬

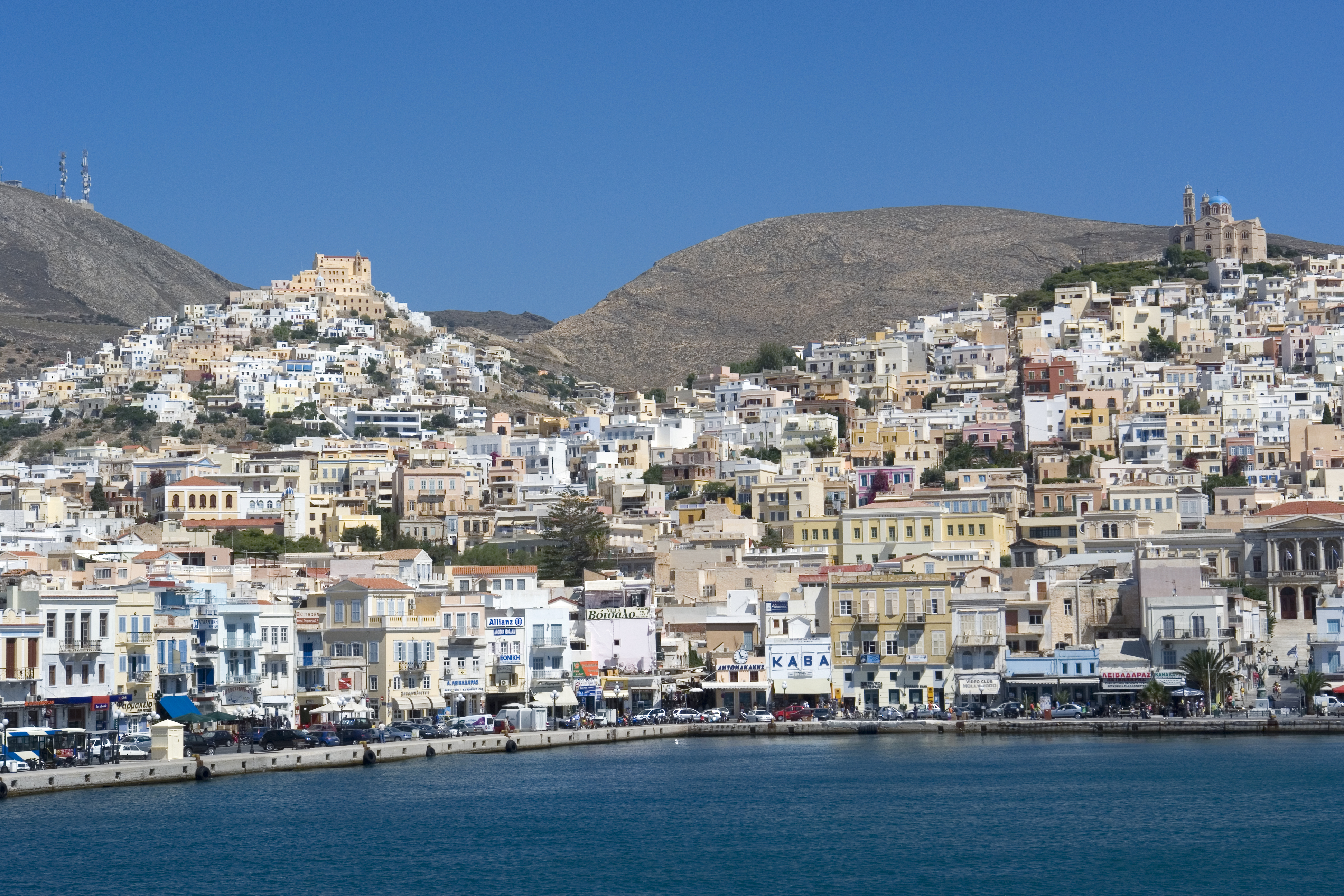

시로스섬(그리스어: Σύρος / Syros)은 그리스 키클라데스 제도에 있는 섬이다. 아테네 남동쪽 144km에 위치해 있다. 면적은 83.6km2이며 인구는 21,507명(2011년 인구 조사 기준)이다.
주요 도시로는 에르무폴리, 아나시로스, 바리가 있다. 시로스 섬뿐만 아니라 키클라데스의 중심인 에르무폴리는 19세기 당시에는 피레아스를 능가하는 항구 도시였다. 이 밖에 가릿사스, 호이니카스, 파고스, 만나, 끼니, 뽀세이도니아의 마을이 있다.

## 에르무폴리
유적 위에 건설 된 에르무폴리는 신고전주의 건물과 오래된 대저택, 백악의 주택이 항구를 향해 눈사태 떨어지는 같은 경사의 가파른 마을이다. 카페가 늘어서, 야자 나무가 심어진 미아우리스 광장에 있는 시청은 도시의 랜드마크적 존재이다. 메타모루호시스 교회를 비롯해 코이미시스, 아기 · 데메토리우스 세 성자, 아나스타시스, 아기 오스 니콜라스 등 많은 교회가 있다. 선장들도 살고 있다. 봐뽀리아라는 근처에는 좁은 거리를 따라 신고전주의의 대저택이 늘어서있다.

## 역사

### 오스만 제국 시대 - 교황의 섬
16 세기까지 오스만 제국의 함대가 섬을 장악했으며, 베니스 세력은 분단되었다. 1522년, 사략선 선장이었던 발 바로스 · 하이렛딩이 섬을 정복했다.
오스만 시대, 섬은 "시레"라는 이름으로 알려졌다. 그러나 지방자치단체와 오스만 제국과의 협상결과 Cyclades에 세금 경감 및 종교의 자유 등 대폭적인 권한이 주어졌다. 동시에 프랑스 및 교황청과 오스만 당국과의 사이에 성립된 협정에서 섬의 천주교도는 프랑스와 교황청의 보호하에 들어갔다.
17 세기 후반부터, 에게 해 지역의 경제는 회복세가 됐으며, 18 세기에서 19 세기의 전환기에 최고조에 달했다. 섬에 인정된 특수한 통치 방식은 자치의 발달을 가능하게했다. 19 세기에 해적이 감소하기 시작하면서 동부 지중해의 해상 교통은 점차 활발했다.

### 현대

#### 그리스 독립 전쟁
매우 중요한 지리적위치에서 시로스 섬은 바다의 요충지로 알려지게되었다. 게다가 특수한 사회적 · 종교적 · 제도적 조건도 더해지고, 시로스 섬은 1821년에 시작된 그리스 독립 전쟁에서 중립을 표명, 그리스 반란군에 참가하는 일은 없었다. 따라서 혁명기에는 안전한 피난처로 아나톨리아 , 히오스 섬 , 스뻬체스 섬, 뿌사라 섬, 아이봐리, 서머나 , 키도니아, 카소스 섬 등에서 많은 난민이 밀려왔다.

#### 19세기
독립 전쟁이 끝나자 섬은 신생 그리스 왕국에 편입되어 평화와 안정을 되찾았다. 섬은 에게 해의 교차로로서 또 서유럽 및 지중해 세계와 동방을 잇는 국제 무역의 중심지로 알려지게되었다. 1822년에 첫 번째 건물이, 1824년에 최초의 정교회 교회와 그리스 최대의 요양원이 건설되었다. 또한, 그리스 국가 건설함에 따라 섬 천주교도 그리스화되어 그리스 풍으로 바뀌었다.

1831년 그리스 헌법의 제정에 있어서는 중요한 역할을 했다. 초대 대통령인 요안 니스 카포 디스트 리아스 (조반니 카포 디스트 A) 하에서 인구가 1 만 3805 명에 달했다. 에르무폴리에는 행정부가 있었다. 상무 법원, 그리스에서 가장 오래된시기에 설치된 우체국, 보험 대리점, 최초의 공립학교, 그리스 국립 은행 지점, 화랑, 박물관, 도서관, 엘리트 계급의 사교 클럽이 있었다. 그러나 1854년의 콜레라 에 시작되는 일련의 전염병 유행은 불행하게도 시로스를 슬픔에 빠뜨렸다. 고아원, 빈민 미용실, 정신 병원 등 많은 보건, 사회 복지 사업에 관련된 자선 단체가 이 시기에 설립되었다.
선원과 상인 등 뉴비의 도래로 섬은 급성장 행정 · 문화의 중심지가 되어갔다. 그들이 모이는 에르무폴리는 급속하게 그리스 최고의 항구 도시로 발전했다. 1822년부터 1865년까지 에르무폴리에 그리스 고전주의에 르네상스 양식의 요소를 맞춘 신고전주의 건축이 지어졌다. 이시기의 건축물로 유명한 독일인 건축가 에른스트가 설계 한 시청, 이탈리아 건축가 캄포가 설계 한 밀라노의 라 스칼라 극장의 소형 버전이라고 할 수 아폴론 극장, 중앙 도서관, 시로스 종합 병원, 미아우리스 광장 등의
명소가 있다. 주로 독일인과 이탈리아인 건축가가 설계 및 에르무폴리의 도시 계획에 종사했으며 그리스는 고대 그리스의 건축을 경애하고 그것을 서방의 낭만주의와 조화시켰다. 따라서 에르무폴리에는 신고전주의 건축물이 밀집했다. 시로스 섬의 번영은 사회적 · 문화적 생활의 발전과 관련 있었다. 진화의 시대는 처음 공업 용지가 설치된 1860년대에 일단락했다.
대부분의 공공 건물, 교회, 학교, 경기장, 많은 대저택이 같은 정교한 새로운 고전 양식으로 지어진 에르무폴리는 당시로서는 유일한 특징을 가진 매우 현대적인 도시였다. 따라서 시로스 섬은 조용한 섬에서 선박, 산업 생산의 활기 넘치는 중심부에 거의 갑자기 변모했다. 또한 조선 및 선박 수리도 활발해졌다. 네오리온은 그리스 최초의 조선소이다. 오늘에 이르기까지 많은 선박이 보급이나 수리를 받고 있다.
1830년부터 직물, 실크, 조선, 가죽, 철 무역이 발달함에 따라 은행 제도도 정비되었다. 에르무폴리스의 발전은 1860년까지 이어 시로 스 섬 그리스에서 가장 중요한 상항이되었다. 상업 및 조선과 함께 건설업 및 공공 사업도 늘었다. 1856년에는 그리스 기선 회사가 설립되었다.
범선 대신 증기선이 주류가되면 시로스 섬의 지리적 위치의 중요성은 희미해져 쇠퇴의 시대가 시작되었다. 그리스의 해운 센터는 피레우스 에 옮겨 파트라와의
경쟁에서 상업이 쇠퇴했다.

#### 20 세기
19세기 말부터 수십년간 시로스 섬의 경제는 직물 공업의 발전에 일시적으로 회복했다. 그러나 그리스 경제의 중심지의 예외없이, 제2차 세계 대전의 발발과 함께 경제 발전은 끝났다. 그 후 경제 회복과 그리스의 소득 수준의 향상과 함께 이미 1980년대부터 관광을 중축으로 한 개선의 요소가 보인다. 동시에 네오리온 조선소 및 기타 경제 활동의 재개로 시로 스 섬이 상승세에 있다는 것을 알 수 있다.
오늘 에르무폴리에는 초등학교 7 개교, 중학교 2 개교, 고등학교 2 개교, 전문 학교가 2 개교, 미술 및 제도 설계 학부를 마련한 에게 해 대학이있다. 이 대학은 향후 응용 예술 과 시각 예술 학부를 추가 계획이있다. 일년 내내 많은 국내외 관광객이 시로스 섬 국영 공항이나 카지노 자주 오가는 해상 여객 수송, 기타 현대적인 시설을 이용한다.
시로스 섬에는 특히 2차 세계 대전 중에 키클라데스에서 숨진 많은 선원과 군인을 포함하여 다양한 사람들이 매장 된 영국 묘지가 있다. 프랑스, 영국, 이탈리아, 네덜란드, 스칸디나비아 국가 등의 영사관은 시로스 섬과 유럽과의 관계를 증명하고 있다.

## 행정
무인도 갸로스 섬 및 일부 작은 섬을 포함, 총 면적은 102.4km2이다. 예전에는 키 클라 현 아래에 시로스 섬 미코노스 섬으로 이루어진 시로스 카운티가 있었지만 2006년에 폐지되었다.

## 같이 보기
- 그리스의 섬 목록